# Aenasius maplei
Aenasius maplei är en stekelart som beskrevs av Compere 1937. Aenasius maplei ingår i släktet Aenasius och familjen sköldlussteklar.
Artens utbredningsområde är Costa Rica. Inga underarter finns listade i Catalogue of Life.